# Archambaud I. (Périgord)
Archambaud I. († 1212) war vermutlich ein Graf von Périgord aus dem Haus Périgord. Er war vermutlich ein jüngerer Sohn des Grafen Elias VI. († um 1202/1203) und dessen Ehefrau Raymonde, einer Tochter des Vizegrafen Raimund von Ribérac.
Archambaud wird in einer Urkunde der Abtei von Chancelade und in einer des Bischofs Ramnulf von Périgueux sowohl als Graf von Périgord als auch als Vizegraf von Ribérac, welches er über seine Mutter geerbt haben dürfte, genannt. In der zweiten, die im Jahr 1212 ausgestellt wurde, wird seiner in memoriæ gedacht.
Ob er tatsächlich je als Graf des Périgord amtiert hatte, ist schwer zu bestimmen, da besonders die Genealogie der Grafenfamilie im 12. und frühen 13. Jahrhundert durch mangelnde Dokumente Unklarheiten aufweist. Auffallend ist, dass er in beiden Urkunden nicht mit dem Zweitnamen „Talleyrand“ auftritt, den alle Grafen von Périgord als erstgeborene Söhne der Familie seit Beginn des 12. Jahrhunderts trugen, weshalb Archambaud ein zweitgeborener Sohn gewesen sein dürfte. Jedenfalls war auf Graf Elias VI. Talleyrand der Graf Elias VII. Talleyrand gefolgt, der vermutlich Archambauds älterer Bruder und wohl kurz nach dem Vater verstorben war. Es ist möglich, dass Archambaud deshalb kurzzeitig als Vormund seines Neffen Archambaud II. amtieren konnte, wobei letzterer bereits im Jahr 1212 selbständig agierend in Erscheinung tritt.